# Mariya Sótskova
Mariya Románovna Sótskova (en ruso: Мария Романовна Сотскова; Reutov, 12 de abril de 2000) Es una patinadora artística sobre hielo rusa retirada. Nació en Reutov, Moscú. Al principio entrenaba para ser gimnasta pero eligió ser patinadora. Es medallista de plata del Youth Olympic del 2016, ganadora de plata del World Junior del 2016, campeona del Final del Junior Grand Prix de 2013-2014 y medallista de bronce de los nacionales de Rusia en 2017. Medalla de plata de la Final del Grand Prix de patinaje artístico sobre hielo 2017-2018.

## Carrera

### Participaciones

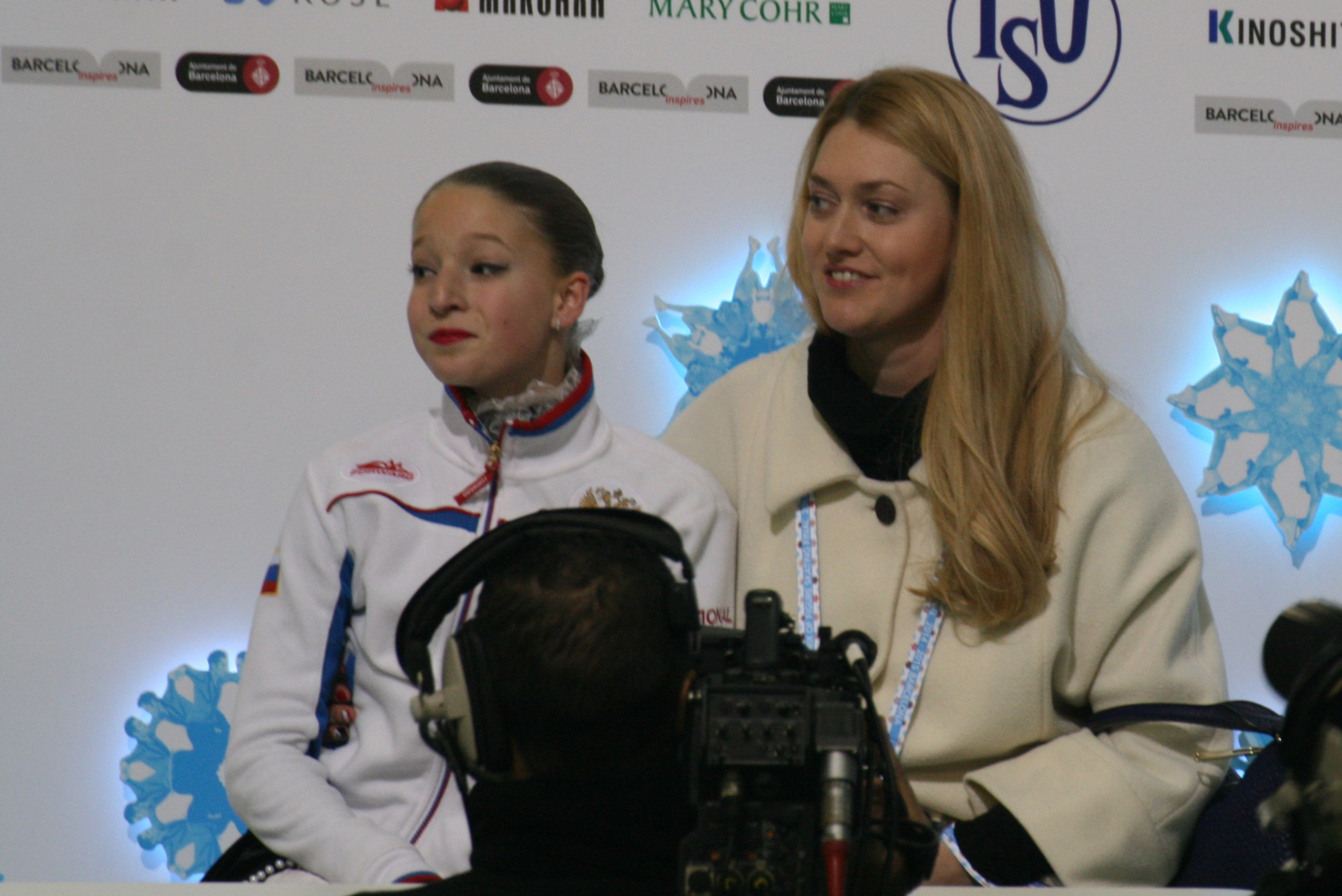
Svetlana Pavona, primera entrenadora de Sotskova.

Sotskova comenzó a patinar a la edad de 4 años cuando su madre la llevaba a la pista de hielo, aunque al principio había entrenado para gimnasta, pasó de manera definitiva al patinaje artístico. Su primera entrenadora fue Svetlana Panova. Su debut en la categoría júnior fue en el Grand Prix de 2013-2014, ganó la medalla de plata, su compañera rusa Eugenia Medvedeva ganó el primer lugar. En su segundo Grand Prix en República Checa quedó en segundo lugar y ganó de nuevo una medalla de plata en Campeonato de Rusia de 2014 en la categoría júnior.
En la temporada 2014-2015 la patinadora obtuvo el segundo lugar en el evento del Junior Grand Prix de Tallin. En Barcelona, España, finalizó en el cuarto lugar en su segunda final de Grand Prix categoría júnior. Su debut como senior en el Campeonato de Rusia le dio la sexta posición. En junio de 2015 viajó a California para coreografiar sus programas y entrenar junto a Rafael Arutyunyan, durante la temporada 2015-2016 del Grand Prix en el segmento júnior ganó el oro en varios eventos y calificó a su tercer final de Grand Prix. En la final del Grand Prix en Barcelona, Sotskova se quedó con la medalla de plata y durante el Campeonato de Rusia terminó en la quinta plaza. En febrero de 2016 la patinadora representó a Rusia en los Juegos Olímpicos de la juventud en Noruega, donde ganó la metalla de plata junto a su compañera Polina Tsurskaya.

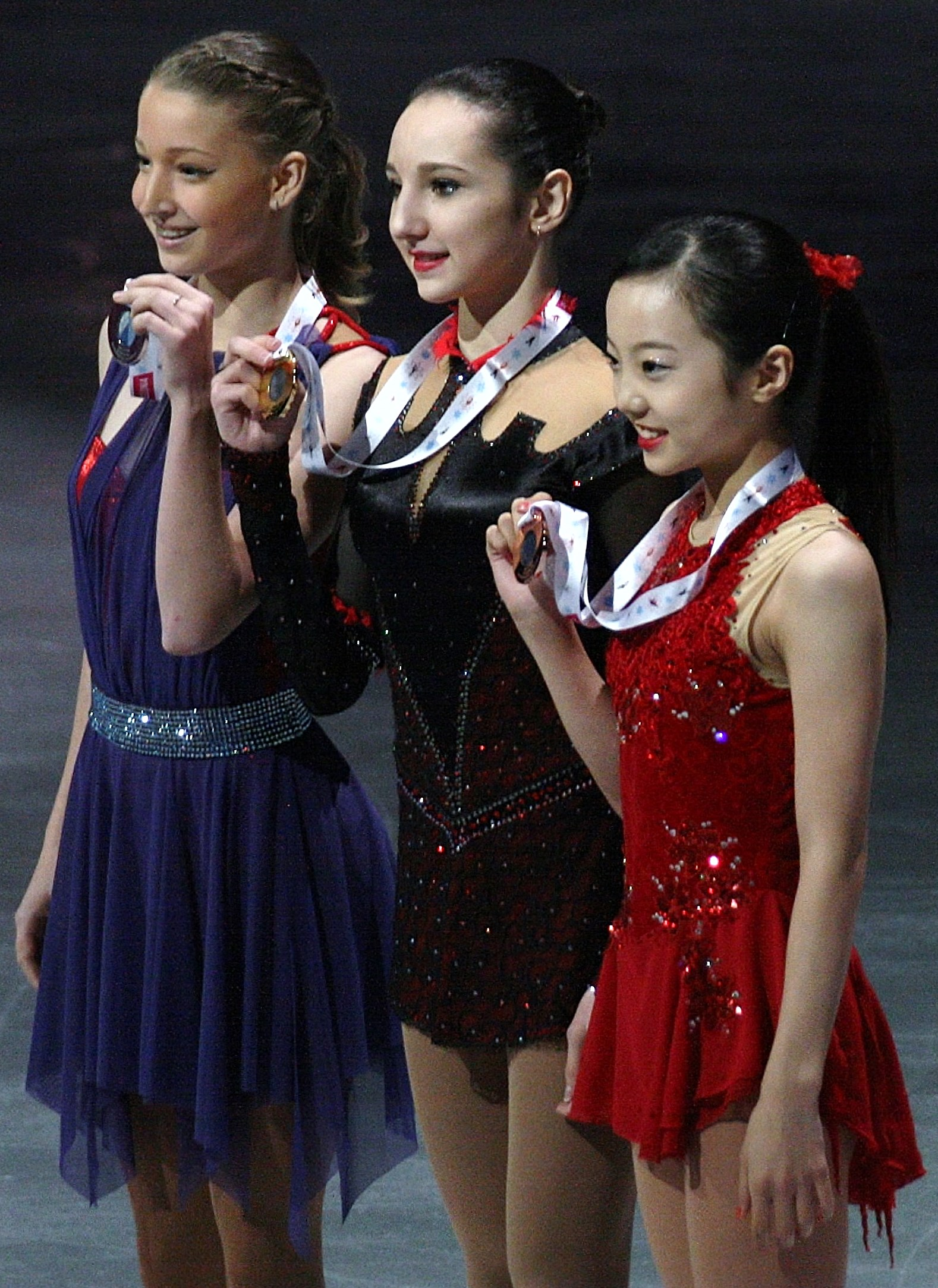
Sotskova (al fondo) en el podio del Junior Grand Prix de 2015.

Sotskova inició la temporada 2016-2017 en el 2016 CS Ondrej Nepela Memorial donde quedó en primer lugar, ganando el oro junto a su compañera Yulia Lipnitskaya. Ganó el oro en las competencias del Trofeo de Francia de 2016 y el Trofeo NHK de 2016, obtuvo la clasificación a la Final del Grand Prix en Marsella, Francia. En diciembre terminó en quinto lugar, además ganó la medalla de bronce en el Campeonato de Rusia.
Ganadora de la medalla de plata de la final del Grand Prix 2017-2018 celebrado en Nagoya, obtuvo una calificación total de 216.28 puntos.

### Programas
|           | Programa corto                                                                    | Programa libre | Exhibición                                        |
| --------- | --------------------------------------------------------------------------------- | --- | ------------------------------------------------- |
| 2018-2019 | Santana (Coreografía de Peter Tchernyshev)                                        | Summertime de George Gershwin (Coreografía de Peter Tchernyshev)                                                     | Kalinka de Ivan Larionov                          |
| 2017–2018 | El lago de los cisnes de Piotr Ilich Chaikovski                                   | Clair de Lune de Claude Debussy                                                                                      | Kalinka de Ivan Larionov                          |
| 2016–2017 | Agitato I V. Rondo: Agitato de Alfred Schnittke (Coreografía de Nikita Mikhailov) | At the Manilovs de Alfred Schnittke                                                                                  | All by Myself de Celine Dion                      |
| 2015–2016 | Black Magic Woman de Carlos Santana (Coreografía de Nadezda Kanaeva)              | Romeo y Julieta de Serguéi Prokófiev (Coreografía de Vera Arutyunyan)                                                | Writing's on the Wall de Sam Smith                |
| 2014–2015 | Las cuatro estaciones (invierno) de Antonio Vivaldi                               | Funny Face de George Gershwin, Ira Gershwin Breakfast at Tiffany's de Henry Mancini (Coreografía de Vera Arutyunyan) | Tous les garçons et les filles de Françoise Hardy |
| 2013–2014 | Las cuatro estaciones (invierno) de Antonio Vivaldi                               | Pina de Thomas Hanreich (Coreografía de Ilona Protasenia)                                                            | Nuevo Tango de Viejos Aires                       |
| 2012–2013 | Nuevo Tango de Viejos Aires (Coreografía de Ilona Protasenia)                     | Pina de Thomas Hanreich (Coreografía de Ilona Protasenia)                                                            |                                                   |
| 2011–2012 | Nuevo Tango de Viejos Aires (Coreografía de Ilona Protasenia)                     | Nocturne No. 20 in C-sharp minor de Frédéric Chopin                                                                  |                                                   |

### Resultados detallados nivel sénior
- Las mejores marcas personales aparecen en negrita

| Temporada 2018-2019        | Temporada 2018-2019                 | Temporada 2018-2019 | Temporada 2018-2019 | Temporada 2018-2019 | Temporada 2018-2019 |
| Fecha                      | Evento                              | Programa corto      | Programa libre      | Total               |                     |
| -------------------------- | ----------------------------------- | ------------------- | ------------------- | ------------------- | ------------------- |
| 19–23 de diciembre de 2018 | Campeonato de Rusia 2019            | 12 65.73            | 16 114.17           | 16 179.90           |                     |
| 23–25 de noviembre de 2018 | Internationaux de France 2018       | 5 61.76             | 7 115.83            | 7 177.59            |                     |
| 9–11 de noviembre de 2018  | Trofeo NHK 2018                     | 9 60.75             | 9 116.24            | 9 176.99            |                     |
| 6 de octubre de 2018       | Abierto de Japón 2018 (por equipos) |                     | 111.78              |                     |                     |

| Temporada 2017–2018              |                                 |                |                |          |
| Fecha                            | Evento                          | Programa corto | Programa libre | Total    |
| 21–24 de diciembre de 2017       | Campeonato de Rusia 2018        | 2 76.39        | 2 145.37       | 2 221.76 |
| 7–10 de diciembre de 2017        | Final del Grand Prix 2017-2018  | 4 74.00        | 2 142.28       | 2 216.28 |
| 24–26 de noviembre de 2017       | Trofeo ISU Shanghai 2017        | –              | 3 128.18       | 3 128.18 |
| 17–19 de noviembre de 2017       | Internacionales de Francia 2017 | 2 67.79        | 2 140.99       | 2 208.78 |
| 27–29 de octubre de 2017         | Skate Canada 2017               | 3 66.10        | 2 126.42       | 2 192.52 |
| 6–8 de octubre de 2017           | Trofeo CS Finlandia 2016        | 2 67.69        | 1 137.61       | 1 205.30 |
| Temporada 2016-17                |                                 |                |                |          |
| Fecha                            | Evento                          | Programa corto | Programa libre | Total    |
| 29 de marzo – 2 de abril de 2017 | Campeonato del Mundo de 2016    | 6 69.76        | 11 122.44      | 8 192.20 |
| 25–29 de enero de 2017           | Campeonato de Europa de 2016    | 4 72.17        | 5 120.35       | 4 192.52 |
| 20–26 de diciembre de 2016       | Campeonato de Rusia 2016        | 2 74.39        | 3 145.51       | 3 219.90 |
| 8–11 de diciembre de 2016        | Final del Grand Prix 2016–2017  | 6 65.74        | 5 133.05       | 5 198.79 |
| 25–27 de noviembre de 2016       | Trofeo NHK 2016                 | 2 69.96        | 3 125.92       | 3 195.88 |
| 11–13 de noviembre de 2016       | 2016 Trophée de France          | 3 68.71        | 2 131.64       | 2 200.35 |
| 29 de septiembre - 1 de octubre  | Trofeo Ondrej Nepela 2016       | 2 61.58        | 1 128.38       | 1 189.96 |